# Diplonephra fulvescens
Diplonephra fulvescens är en fjärilsart som beskrevs av Turner 1933. Diplonephra fulvescens ingår i släktet Diplonephra och familjen nattflyn. Inga underarter finns listade i Catalogue of Life.